# Gusmiati Suid
Gusmiati Suid, née le 16 août 1942 à Parak Jua, Batusangkar, Tanah Datar dans le Sumatra occidental et morte le 28 septembre 2001 à Jakarta en Indonésie, est une chorégraphe, ayant joué un rôle majeur dans la danse indonésienne contemporaine.

## Biographie
Elle est née le 16 août 1942 dans le village de Parak Jua, à proximité de Batusangkar, dans le Sumatra occidental. Son père est d'origine arabe et Asiah, sa mère, est Minang. Tous deux sont enseignants dans les écoles publiques. Gusmiati Suid est formée aux arts (et notamment, à partir de neuf ans, à la danse) sumatranais, ainsi qu'aux danses malaises et minangkabau. A son grand étonnement, certaines de ces danses scandalisent un de ses oncles, doutant du caractère moral de montrer en public la beauté du mouvement corporel chez les femmes. Elle doit faire usage de patience et d'explications successives pour le persuader que cet art ne peut nuire à sa réputation de femme musulmane. Elle suit dans son adolescence l'enseignement de la danseuse Adam Huria, puis effectue des études supérieures à l'Institut des arts indonésiens de Padang, et à l'Académie des arts musicaux indonésiens de Padang Panjang. 
Devenue danseuse, et enseignante à cette Académie des arts musicaux, elle commence progressivement une carrière de chorégraphe et reçoit un premier prix à un festival de danses traditionnelles indonésiennes en 1978,. Elle crée une troupe basée à Jakarta, Gumarang Sakti, en 1982,,. En 1985, elle démissionne de son poste d'enseignante pour se consacrer exclusivement à la danse. Mère célibataire, elle vend en 1987 ses biens à Batusangkar pour s'installer complètement à Jakarta, avec ses trois enfants. En 1987,  elle participe avec sa troupe au Festival asiatique de théâtre et d'arts martiaux, à Calcutta, attitrant l'attention d'artistes et d'universitaires de différents pays, puis, toujours en 1987, au Festival indonésien de chorégraphie à Jakarta où elle se voit décerner le premier prix du concours de chorégraphie. D'autres participations à des rencontres chorégraphiques internationales suivent. En 1991, elle reçoit un Bessie Award à New York, après s'être produite au Joyce Theater,,.

## Apports
Gusmiati Suid tire son inspiration des traditions locales, utilisant les thèmes et les personnages, s’inspirant des arts martiaux, mais avec une approche résolument contemporaine. Ces chorégraphies sont imprégnées de la culture et de l'histoire de l'Indonésie, et plus spécifiquement des Minangkabau. Elles se nourrissent du passé islamique et du passé antérieur à la culture islamique, de l'adat,.